# Salvino Salvini
Salvino Salvini (né le 9 février 1667 à Florence, †  le 29 novembre 1751 dans la même ville) était un écrivain italien de la fin du XVIIe et du début du XVIIIe siècle, frère d'Antonio Maria Salvini.

## Biographie
Salvino Salvini naquit à Florence en 1667 ; après avoir achevé ses études à l’Université de Pise, il se livra par goût à tout ce qui pouvait contribuer à éclaircir l’histoire littéraire de son pays. Reçu membre de l’Accademia della Crusca, il justifia ce choix en faisant paraître les Fasti consolari, ouvrage rempli d’érudition et de notices inédites sur les premiers travaux de l’Académie Florentine. Salvini était occupé à mettre en ordre les matériaux rassemblés pour une nouvelle histoire littéraire de sa ville natale, lorsque, nommé chanoine de la Cathédrale de Florence, il se fit un devoir de travailler d’abord à l’illustration du corps qui l’avait honoré de ses suffrages. Renonçant pour lors à toute autre occupation, il compulsa les archives et en exhuma un grand nombre de titres précieux qu’il destinait à la composition d’un ouvrage consacré à la gloire de plusieurs personnages marquants qui, à différentes époques, avaient appartenu à cet ancien et fameux chapitre. Surpris par la mort, Salvini ne put mettre la dernière main à ce travail, dont le chapitre florentin est resté dépositaire. C’est un guide sûr de chronologie, de biographie et d’histoire, et Giovanni Lami, Domenico Maria Manni, Lorenzo Mehus, en ont beaucoup profité. Salvini écrivait sa langue avec autant de pureté que son frère ; on dit même que celui-ci lui soumettait ses écrits avant de les livrer à l’impression. C’est à ce mérite qu’il dut d’être plusieurs fois élu censeur, consul et même archi-consul de l’Accademia della Crusca, dont il était un des membres les plus importants. Son nom avait retenti aussi dans l’Académie d'Arcadie, pour laquelle il composa des éloges et des vers. Il ne reste de ces derniers qu’un recueil de sonnets que Anton Francesco Gori publia peu avant la mort de l’auteur, arrivée le 29 novembre 1751. L’Accademia della Crusca se rassembla en séance extraordinaire pour entendre son éloge récité par Bindo Peruzzi et fit distribuer une médaille frappée à son effigie le jour même que les derniers honneurs académiques lui furent rendus.

## Œuvres
On a de lui :
- Fasti consolari dell’Accademia Fiorentina, Florence, 1717, in-4°, ouvrage très-estimé et qui mériterait d’avoir un continuateur.
- Componimenti poetici toscani, ibid., 1750, in-8°. Ce recueil est formé moitié de sonnets de Salvini et moitié des poésies de Giuseppe Lorenzo Maria Casaregi, autre académicien de la Crusca. Gori, qui en a été l’éditeur, y a joint une savante préface.
- Delle lodi di Giovan Gastone I°, granduca di Toscana, orazione funerale, ibid., 1738, prononcée devant l’Accademia della Crusca ;
- Vita del Redi, dans le premier volume des Œuvres de cet écrivain, imprimées à Venise, 1712, in-4°.
- Prefazione e note alla cronica di Buonaccorso Pitti, dans l’édition de Florence, 1720 ; dans le discours préliminaire, Salvini rapporte les titres de plusieurs anciennes histoires et chroniques de Florence inédites et peu connues.
- Vite di Lorenzo Magalotti et di Benedetto Migliorucci, dans le Giornale de’ letterati d’Italia, Ces biographies sont les seuls fragments imprimés qui nous restent du grand ouvrage que Salvini se proposait d’écrire sur l’histoire littéraire de Florence ; on les doit à Apostolo Zeno, qui les inséra dans ce journal. On trouvera d’autres renseignements sur Salvini dans le quatrième volume des Elogi degli uomini illustri Toscani, et dans l’éloge de Peruzzi, inséré dans le tome 2 des Memorie di varia erudizione della società Colombaria, dont Salvini fut l’un des fondateurs.